# Li Qin (remera)
Li Qin (en chino: 李勤; Guangyuan, 17 de abril de 1981) es una deportista china que compitió en remo.
Ganó una medalla de oro en el Campeonato Mundial de Remo de 2007, en la prueba de doble scull. Participó en los Juegos Olímpicos de Pekín 2008, ocupando el cuarto lugar en la misma prueba.

## Palmarés internacional
| Campeonato Mundial | Campeonato Mundial | Campeonato Mundial | Campeonato Mundial |
| Año                | Lugar              | Medalla            | Prueba             |
| ------------------ | ------------------ | ------------------ | ------------------ |
| 2007               | Múnich (Alemania)  | Medalla de oro     | Doble scull        |